# 峦大八角
峦大八角（学名：Illicium tashiroi），又名東亞八角，为八角茴香科八角属的植物。分布于台湾岛、日本等地，生长于海拔2,000米的地区，一般生长在山地森林中，目前尚未由人工引种栽培。